# Argajos II Macedoński
Argajos II (gr. Αργαίος) – król Macedonii z dynastii Argeadów. 

## Życiorys
Po śmierci ojca królem został kilkuletni brat Argajosa, Orestes, którego opiekunem stał się wuj obu braci, Aeropos. Po kilku latach Aeropos przejął władzę królewską a o losie Orestesa wszelkie źródła milczą. Gdy niespodziewanie umarł Aeropos w państwie zapanował chaos. W ciągu niespełna dwóch lat na tronie zasiadało trzech królów z których ostatni, Amyntas III wstąpił na tron w 393. Wykorzystując osłabienie królestwa Argajos wraz ze swym bratem Pauzaniaszem poprosili króla Ilirów, Bardylisa o pomoc w zdobyciu macedońskiego tronu. Pod koniec 393 Bardylis najechał Macedonię i osadził na tronie Argajosa. Argajos zdołał utrzymać się na tronie przez kolejne dwa lata aż do powrotu Amyntasa któremu w odzyskaniu tronu pomogli Tesalowie. W 359 przyniósł Argajosowi kolejną szansę na zdobycie tronu. W tym czasie w Macedonii władzę przejął po śmierci Perdikkasa III jego maleńki synek Amyntas IV. Argajos zaciągnął najemników, zebrał też wokół siebie macedońskich wygnańców a także zadbał o poparcie Aten obiecując im w zamian oddanie Amfipolis. Przewidując taki obrót spraw sprawujący w imieniu Amyntasa władzę jego wuj Filip wycofał macedoński garnizon z Amfipolis. Filip liczył na wycofanie ateńskiego poparcia dla Argajosa, przeliczył się jednak gdyż ateńskie zgromadzenie mimo wieści o opuszczeniu Amfipolis przez Macedończyków nie zmieniło zdania i wysłało na północ 3 tys. hoplitów. Argajos wraz z Ateńczykami wylądowali w Methone na macedońskich wybrzeżu. Dowódca ateński, Mantias wysłał przodem Argajosa wraz z najemnikami i towarzyszącymi mu macedońskimi wygnańcami by wybadać na jakie poparcie może liczyć wśród Macedończyków. Argajos dotarł do starej stolicy Macedonii, Ajgaj, gdzie jednak nikt się do niego nie przyłączył. Nie wiedząc co robić dalej zawrócił do Methone. Drogę przegrodził mu jednak Filip na czele macedońskiej armii. W stoczonej bitwie siły Argajosa zostały rozbite a niedobitki otoczone na wzgórzu. Filip zwrócił się do otoczonych (głównie najemników) z propozycją pokoju w zamian za wydanie Argajosa i towarzyszących mu Macedończyków. Najemnicy przystali na jego propozycję i wydali Argajosa którego skazano na śmierć za zdradę i stracono.